# Woundell Beck
Der Woundell Beck ist ein Fluss im Lake District, Cumbria, England. Der Woundell Beck entsteht im Süden des östlichen Endes des Ennerdale Tals aus dem Zusammenfluss von Silvercove Beck und Deep Gill. Der Woundell Beck teilt sich von Süden kommend vor seiner Mündung  seinerseits in zwei Mündungsarme, die in den in diesem Abschnitt in verschiedene Aste geteilten River Liza münden.